# Taibhdhearc na Gaillimhe
El Taibhdhearc na Gaillimhe o el Teatro de Galway es el teatro nacional en lengua irlandesa de la República de Irlanda. Fue fundado en 1928.
La palabra Taibhdhearc aparece en un documento irlandés antiguo, derivado de raíces que significan "sueño" y "mirada". En irlandés moderno la palabra para un teatro es amharclann.
El edificio en sí esta en realidad construido sobre las ruinas del antiguo convento agustino de la ciudad.